# Puchar Azji w Piłce Nożnej 2027 (eliminacje)/Grupa C
W Grupie C trzeciej rundy eliminacji do Pucharu Azji 2027 biorą udział następujące zespoły:
- Indie
- Hongkong
- Singapur
- Bangladesz

## Tabela
| Lp. | Drużyna    | M | Z | R | P | B+ | B– | +/– | Pkt | Kwalifikacja          |       | Singapur | Hongkong | Bangladesz | Indie  |
| --- | ---------- | - | - | - | - | -- | -- | --- | --- | --------------------- | ----- | -------- | -------- | ---------- | ------ |
| 1   | Singapur   | 2 | 1 | 1 | 0 | 2  | 1  | +1  | 4   | Awans do Pucharu Azji |       |          | 0–0      | 31 mar     | 14 paź |
| 2   | Hongkong   | 2 | 1 | 1 | 0 | 1  | 0  | +1  | 4   |                       |       | 18 lis   |          | 14 paź     | 1–0    |
| 3   | Bangladesz | 2 | 0 | 1 | 1 | 1  | 2  | −1  | 1   |                       | 1–2   | 9 paź    |          | 18 lis     |        |
| 4   | Indie      | 2 | 0 | 1 | 1 | 0  | 1  | −1  | 1   |                       | 9 paź | 31 mar   | 0–0      |            |        |

## Mecze
| 25 marca 202513:30 CET | Singapur | 0:0(0:0) | Hongkong | Stadion Narodowy, Singapur Sędzia: Chae Sang-hyeop |
| 25 marca 202513:30 CET |          | 0:0(0:0) |          | Stadion Narodowy, Singapur Sędzia: Chae Sang-hyeop |

| 25 marca 202514:30 CET | Indie | 0:0(0:0) | Bangladesz | Jawaharlal Nehru Stadium, Shillong Sędzia: Hussein Abo Yehia |
| 25 marca 202514:30 CET |       | 0:0(0:0) |            | Jawaharlal Nehru Stadium, Shillong Sędzia: Hussein Abo Yehia |

| 10 czerwca 202514:00 CEST | Hongkong           | 1:0(0:0) | Indie | Kai Tak Sports Park, Hongkong Sędzia: Ahmad Alaeddin |
| 10 czerwca 202514:00 CEST | Pereira 90+4' (k.) | 1:0(0:0) |       | Kai Tak Sports Park, Hongkong Sędzia: Ahmad Alaeddin |

| 10 czerwca 202515:00 CEST | Bangladesz  | 1:2(0:1) | Singapur                          | Stadion Narodowy Bangabandhu, Dhaka Sędzia: Clifford Daypuyat |
| 10 czerwca 202515:00 CEST | Hossain 67' | 1:2(0:1) | 45' Song Ui-young · 57' Ik. Fandi | Stadion Narodowy Bangabandhu, Dhaka Sędzia: Clifford Daypuyat |

| 2025-10-dataCEST | Bangladesz |  | Hongkong |  |
| 2025-10-dataCEST |            |  |          |  |

| 2025-10-dataCEST | Indie |  | Singapur |  |
| 2025-10-dataCEST |       |  |          |  |

| 2025-10-dataCEST | Hongkong |  | Bangladesz |  |
| 2025-10-dataCEST |          |  |            |  |

| 2025-10-dataCEST | Singapur |  | Indie |  |
| 2025-10-dataCEST |          |  |       |  |

| 2025-11-dataCET | Bangladesz |  | Indie |  |
| 2025-11-dataCET |            |  |       |  |

| 2025-11-dataCET | Hongkong |  | Singapur |  |
| 2025-11-dataCET |          |  |          |  |

| 2026-03-dataCET | Indie |  | Hongkong |  |
| 2026-03-dataCET |       |  |          |  |

| 2026-03-dataCET | Singapur |  | Bangladesz |  |
| 2026-03-dataCET |          |  |            |  |

## Strzelcy
1 gol
- Rakib Hossain
- Stefan Pereira
- Ikhsan Fandi
- Song Ui-young